# ウィリアム・キリグルー卿の肖像
『ウィリアム・キリグルー卿の肖像』（ウィリアム・キリグルーきょうのしょうぞう、蘭: Portret van Sir William Killigrew, 英: Portrait of Sir William Killigrew）は、バロック期のフランドル出身のイギリスの画家アンソニー・ヴァン・ダイクが1638年に制作した肖像画である。油彩。イングランド国王チャールズ1世およびチャールズ2世の廷臣であった劇作家ウィリアム・キリグルーを描いている。彼の妻を描いた『キリグルー夫人メアリー・ヒルの肖像』（Portrait of Mary Hill, Lady Killigrew）の対作品。現在はともにロンドンのテート・ブリテンに所蔵されている。

## 人物
ウィリアム・キリグルー卿（1606年-1695年）はコーンウォール地方に起源をもつ古い一族の出身で、宮廷人の父親がハンプトン・コート宮殿の近くに住んでいたためミドルセックス州で生まれた。彼とその兄弟や姉妹たちは良い教育を受け、宮廷の役職に就いた。1624年4月にグランドツアーに出発し、帰国後の1626年5月にチャールズ1世によってナイトの爵位を授与された。1628年にコーンウォール地方ペンリンの国会議員に選出され、父親が務めていたペンデニス城の総督を1633年から1635年まで務めた。イングランド東部リンカンシャー州の湿地帯フェンランドを排水する父のプロジェクトにも参加したが、このプロジェクトは彼を経済的に困窮させることとなった。またキリグルーは大西洋北西部のバミューダ島のイギリス植民地に土地を所有していた。王政復古後はチャールズ2世に仕えた。またいくつかの戯曲を制作した。

## 作品
| 対作品『キリグルー夫人メアリー・ヒルの肖像』。同じくテート・ブリテン所蔵。 |  | 対作品『キリグルー夫人メアリー・ヒルの肖像』。同じくテート・ブリテン所蔵。 |
| 対作品『キリグルー夫人メアリー・ヒルの肖像』。同じくテート・ブリテン所蔵。 |  |                                                                            |

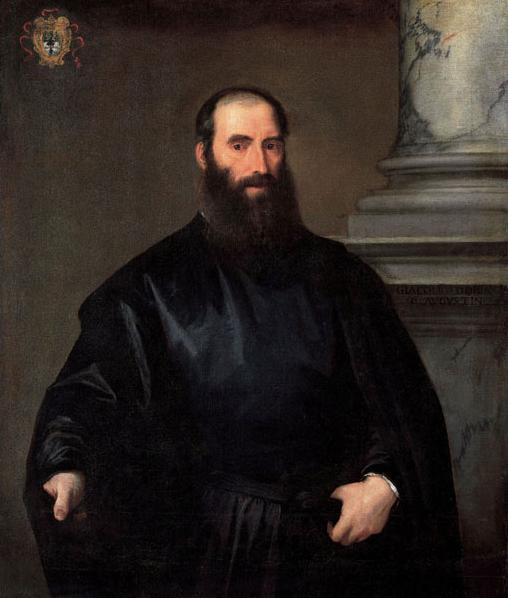
ティツィアーノ・ヴェチェッリオの『ジャコモ・ドーリアの肖像』。1533年から1535年頃。アシュモレアン博物館所蔵。

キリグルー卿は物思いにふけるように画面左端にある古典的な石柱の根元にもたれかかるように立っている。ヴァン・ダイクはキリグルー卿の視線を鑑賞者からそらせることで瞑想的な博識ある人物として描いている。黒いサテンのジャケットにはリボンで結ばれた指輪が吊るされている。おそらくこれは愛する人がいるか、あるいは世を去った人を追悼していることを暗示している。この頃、ヴァン・ダイクはキリグルー家の肖像画をいくつか制作しており、同じ年に弟トーマス・キリグルーを描いた二重肖像画『トーマス・キリグルーとウィリアム・クロフツ卿の肖像』（Thomas Killigrew and Possibly Lord William Crofts）を制作している。この二重肖像画では陰鬱な表情のトーマスが左肘をついて頭を支える姿で描かれ、その左手首には指輪を通した黒いシルクのバンドを身に着けているのが見える。本作品が描かれた1638年、トーマスは妻セシリア・クロフツを亡くしており、それゆえトーマスは死去した妻の結婚指輪を身に着けて追悼の意を表していると考えられている。したがって、本作品に描かれた指輪も同様に追悼の意を表していると考えられる。
構図はヴァン・ダイクのヴェネツィア派絵画の研究を反映している。特に画面左端の石柱はティツィアーノ・ヴェチェッリオの影響が指摘されている。ティツィアーノは男性の肖像画を描く際に、モデルの地位と財産を伝えるため、頻繁に肖像画の背景に石柱を描き入れた。ティツィアーノによって1533年から1535年頃に制作されたアシュモレアン博物館所蔵の『ジャコモ・ドーリアの肖像』（Ritratto di Giacomo Doria）はその最初期の作例である。こうしたヴェネツィア派に影響を受けたヴァン・ダイクの肖像画はジョシュア・レノルズやトマス・ゲインズバラといった後世のイギリスの画家に影響を与えた。
画面左下隅には「ウィリアム・キリグルー卿 / A・ヴァン・ダイク画 / 1638年」（SVR WILLIVM KILLIGRW / A.Van.Dyck.pinxit. / 1638）と、モデル、署名、制作年が記されている。

## 来歴
肖像画は1683年まで弟トーマス・キリグルーによって所有されたことが知られている。その後もおそらくキリグリー家に遺されていたと考えられている。19世紀初頭にはウィリアム・カーペンター（William Carpenter）が所有しており、1853年にフィリップスで売却。これを購入したのが第5代ニューカッスル公爵ヘンリー・ペラム＝クリントンであり、肖像画はしばらくの間ニューカッスル公爵家で相続された。しかし第10代ニューカッスル公爵エドワード・ペラム＝クリントンが1939年に肖像画を手放すと、その後は多くの所有者の手を渡ることになる。1942年までロンドンの美術商美術協会（Art Dealer Fine Arts Society）、1942年にスコットランドの美術コレクターのW・U・グッドボディ（W.U.Goodbody）、1958年にチューリッヒのケーツァー・ギャラリー（Koetser Gallery）らが入手したのち、ロンドンの美術商ロバート・ホールデン（Robert Holden Ltd.）の手に渡った。テートは2002年にアート・ファンド、パトロン・オブ・ブリティッシュ・アート（Patrons of British Art）、実業家・慈善家・冒険家のクリストファー・オンダーチェの援助を受けて、ロバート・ホールデン社から肖像画を購入した。
なお、テートは翌2003年に対作品の『キリグルー夫人メアリー・ヒルの肖像』を購入している。

## ギャラリー
ヴァン・ダイクによるキリグルー家の他の肖像画

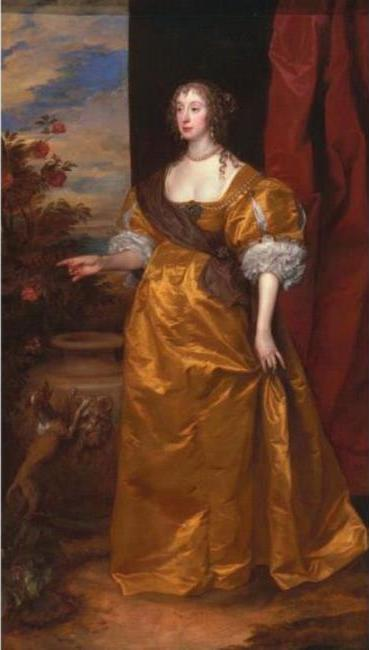
『アン・キリグルーの肖像』1637年頃 ハンティントン・ライブラリー所蔵
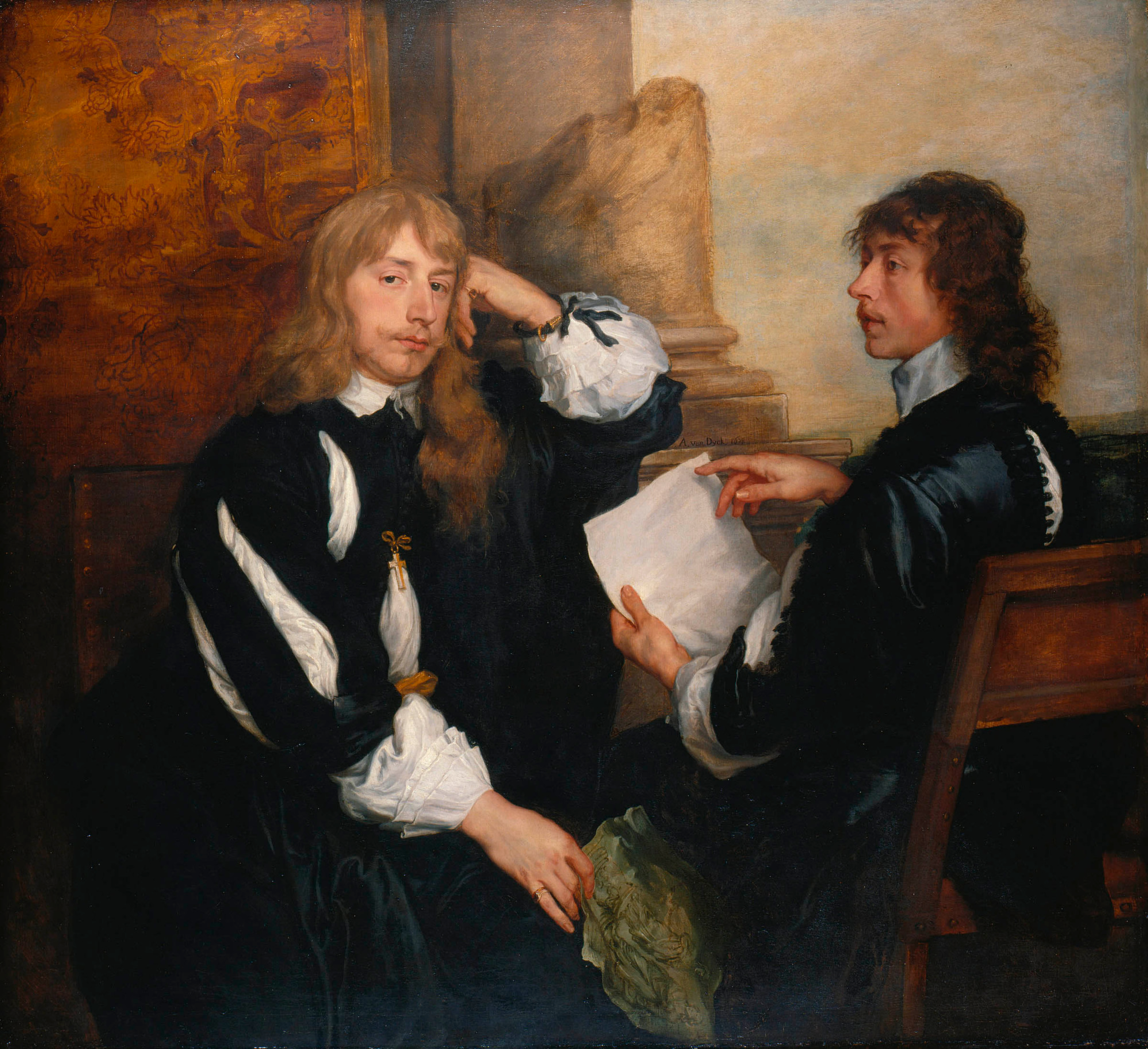
『トーマス・キリグルーとウィリアム・クロフツ卿の肖像』1638年 バッキンガム宮殿所蔵
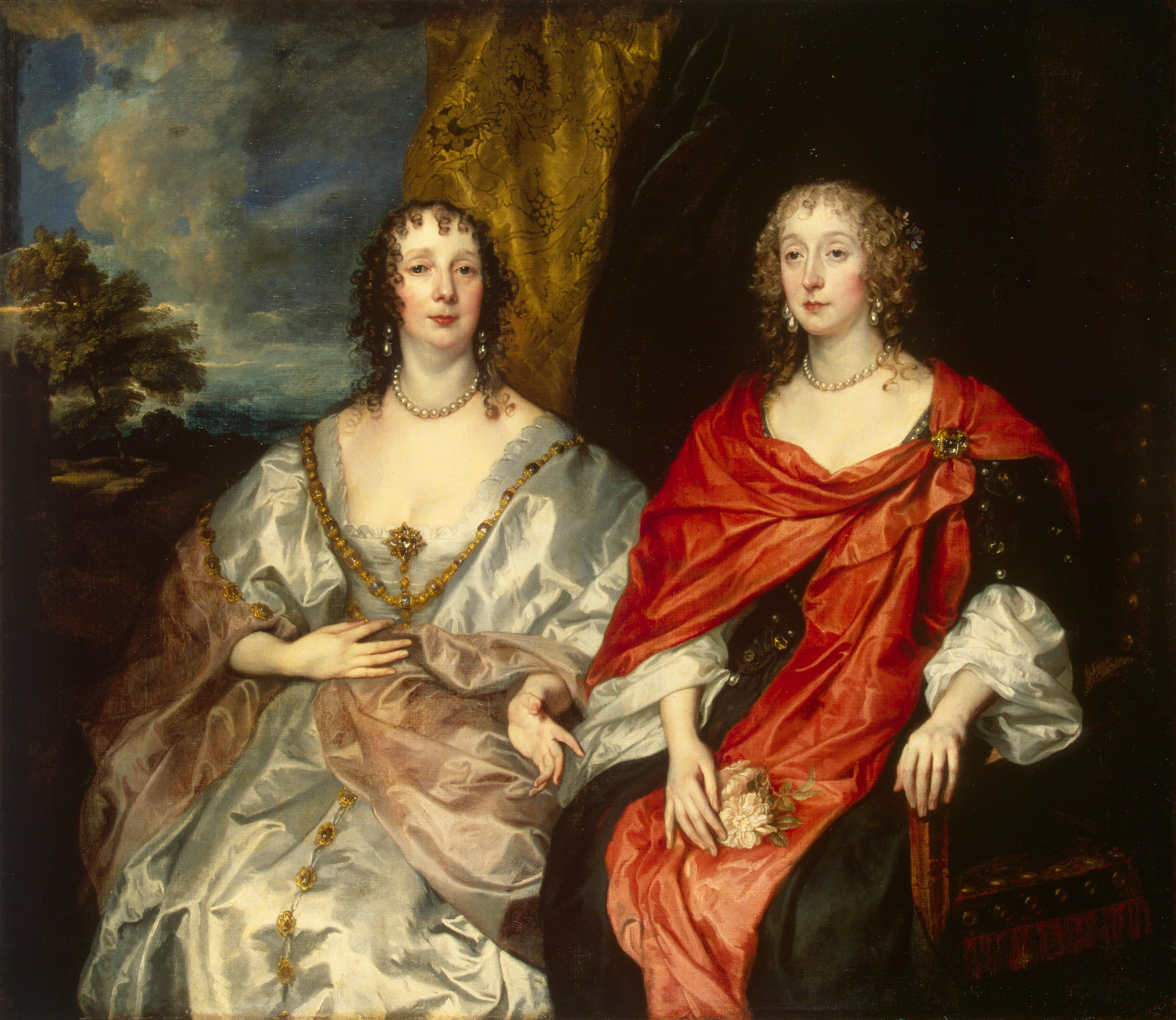
『王妃ヘンリエッタ・マリアの侍女の肖像』（うち1人はアン・キリグルーとされる）1630年代 エルミタージュ美術館所蔵